# Felső-Válicka
A Felső-Válicka Zala vármegyében található patak. Pusztaszentlászlón ered két fő ágból és a Szévízzel párhuzamosan folyik. Útja során csak két települést érint: Bakot és Zalaegerszeget. A patak útja során szinte végig a Rédics–Zalaegerszeg-vasútvonal mellett folyik, közben a Zalai-dombság dombos-erdős területein folyik keresztül. Útja végén Zalaegerszegen torkollik a Zalába.
Éves vízhozama pontosan nem ismert.
Útja során több üzemet, szolgáltató létesítményt is érint (ZALACO, ZALAPARK bevásárló központ).